# Carausius furcillatus
Carausius furcillatus är en insektsart som beskrevs av C. Pantel 1917. Carausius furcillatus ingår i släktet Carausius och familjen Phasmatidae. Inga underarter finns listade.